# Союз Михаїла Архангела
Союз Михаїла Архангела — російська чорносотенна організація, яка відокремилася 1908 від Союзу російського народу й під керівництвом В. Пуришкевича вела шовіністичну русифікаторську діяльність у Російській імперії, користаючися підтримкою уряду і російської реакції.
В Україні Союз Михаїла Архангела мав сильні відділи в Одесі й Києві. Програма Союзу Михаїла Архангела була подібна до програми Союзу Руського Народу: збереження централізованої Російської імперії з нещадним поборюванням нац. меншостей (євреїв, українців, поляків, народів Кавказу), але допускала Держ. Думу й підтримувала аграрну реформу П. Столипіна. Ліквідований на початку революції 1917.